# Fontenay-aux-Roses
Fontenay-aux-Roses är en kommun i departementet Hauts-de-Seine i regionen Île-de-France i norra Frankrike. Kommunen ligger i kantonen Fontenay-aux-Roses som tillhör arrondissementet Antony. År 2022 hade Fontenay-aux-Roses 24 586 invånare.
Kommunen ligger i de sydvästliga förstäderna till Paris ca 8,6 km från Paris centrum.

## Befolkningsutveckling
Antalet invånare i kommunen Fontenay-aux-Roses
| Referens: INSEE |